# Polemoniaceae
Polemoniaceae es una familia de plantas del orden Ericales que comprende entre 18-25 géneros con alrededor de 270-400 especies de plantas anuales, nativas de las zonas templadas del hemisferio norte y sur, con un centenar de especies en Norteamérica, especialmente en California. Solamente un género (Polemonium) se encuentra en Europa, y dos  (Phlox y Polemonium) en Asia, donde están confinadas en las frías regiones árticas.
Los miembros de la familia no se distinguen morfológicamente con rasgos diferenciados. Sus flores tienen cinco sépalos, cinco pétalos fundidos y cinco estambres.
Aunque tienen poca importancia económica, un gran número se cultiva como planta ornamental, tales como Ipomopsis aggregata,  Phlox y Polemonium. La cantuta (Cantua buxifolia) es la flor nacional de Bolivia y Perú.

## Descripción
Son hierbas anuales o perennes, subarbustos o raramente arbustos, trepadoras o árboles pequeños, frecuentemente glandulosos; plantas hermafroditas. Hojas alternas u opuestas, simples o raramente pinnadas (Cobaea), enteras a palmati- o pinnatilobadas; exestipuladas. Flores solitarias o en cimas o raramente en panículas, axilares o terminales, regulares a ligeramente irregulares ( Loeselia ); con cinco sépalos, connados o raramente distintos (Cobaea), imbricados o valvados; cinco pétalos, connados, contortos, corola hipocrateriforme, rotácea o raramente campanulada (Cobaea); cinco estambres, epipétalos, frecuentemente unidos al tubo floral a diferentes alturas, filamentos distintos, a veces barbados en la base, anteras 2-loculares, con dehiscencia longitudinal; ovario súpero, 2–3 (–4)-carpelar y -locular, con placentación axial, óvulos 1–numerosos, estilo 1, terminando en 2–3 ramas, estas a su vez terminando en estigmas. El fruto una cápsula; las semillas frecuentemente con una testa mucilaginosa cuando humedecidas, a veces aladas.
Tiene dos subfamilias: Cobaeoideae - Polemonioideae

## Géneros
- Sensu APW
  - Acanthogilia, Aliciella, Allophyllum, Bonplandia, Bryantiella, Cantua, Cobaea, Collomia, Dayia, Eriastrum, Gilia, Giliastrum, Gymnosteris, Ipomopsis, Langloisia, Lathrocasis, Leptosiphon, Linanthus, Loeselia, Loeseliastrum, Microgilia, Microsteris, Navarretia, Phlox, Polemonium, Saltugilia.

- Sensu Sistema Cronquist
  - Acanthogilia, Allophyllum, Bonplandia, Cantua, Collomia, Eriastrum, Gilia, Gymnosteris, Huthia, Ipomopsis, Langloisia, Leptodactylon, Linanthus, Loeselia, Loeseliastrum, Navarretia, Phlox, Polemonium

## Sinonimia
- Cobaeaceae.